# Dorota Jakuta
Dorota Jakuta (ur. 16 stycznia 1958 w miejscowości Tuchomie) – polska urzędniczka, działaczka polityczna i samorządowa, od 2010 do 2014 przewodnicząca sejmiku kujawsko-pomorskiego IV kadencji.

## Życiorys
Absolwentka ekonomii na Uniwersytecie Mikołaja Kopernika w Toruniu. Pracowała m.in. jako wiceprezes Administracji Domów Miejskich w Bydgoszczy, zajmowała stanowisko dyrektora wydziału w urzędzie wojewódzkim, była również dyrektorką gabinetu ministra środowiska (w okresie, gdy urząd ten sprawował Antoni Tokarczuk) i członkinią zarządu Banku Ochrony Środowiska. Przewodniczyła radzie nadzorczej Narodowego Funduszu Ochrony Środowiska i Gospodarki Wodnej. Została później kierownikiem biura Izby Gospodarczej Wodociągi Polskiej, a w 2012 prezesem tej Izby. W 2014 weszła w skład Państwowej Rady Ochrony Środowiska.
W latach 1994–2002 zasiadała w radzie miejskiej Bydgoszczy. Początkowo reprezentowała Porozumienie Centrum, następnie Akcję Wyborcza Solidarność. Była potem członkinią rady politycznej SKL-RNP. W wyniku wyborów w 2006 powróciła do rady miejskiej z listy Platformy Obywatelskiej, obejmując stanowisko jej przewodniczącej na okres V kadencji. W 2010 również z ramienia PO uzyskała mandat radnej województwa, wybrano ją następnie na funkcję przewodniczącej sejmiku IV kadencji. W 2014 utrzymała mandat radnej na kolejną kadencję. W kwietniu 2016 ogłosiła odejście z PO, pozostając w jej klubie radnych do końca kadencji. W 2018 nie ubiegała się o reelekcję.

## Odznaczenia
Odznaczona Złotym Krzyżem Zasługi (2012) oraz Krzyżem Kawalerskim Orderu Odrodzenia Polski (2022).